# Saint-Martin-du-Frêne
Saint-Martin-du-Frêne település Franciaországban, Ain megyében. Lakosainak száma 1027 fő (2022. január 1.). Saint-Martin-du-Frêne Brénod, Brion, Chevillard, Maillat, Nurieux-Volognat, Nantua, Peyriat, Port és Les Neyrolles községekkel határos.

## Népesség
A település népessége az elmúlt években az alábbi módon változott:
| Lakosok száma | 623  | 744  | 971  | 1068 | 1101 | 1076 | 1049 | 1023 | 1009 | 1027 |
|               | 1968 | 1982 | 1990 | 2006 | 2013 | 2015 | 2017 | 2019 | 2020 | 2022 |